# Marta Nadal i Brunès
Marta Nadal i Brunès (Barcelona, 1959) és una filòloga i crítica literària catalana.
Es va llicenciar en filologia catalana a la Universitat de Barcelona, on també realitzà els estudis de doctorat. Va començar la seva trajectòria professional al Diari de Barcelona i a la revista Serra d'Or. El 1997 fou nomenada redactora en cap d'aquesta revista, càrrec que mantindria fins a l'any 2000. Des de llavors forma part del consell de redacció, a més de ser membre del jurat del Premi Crítica Serra d’Or de Literatura i Assaig.
Especialitzada, entre d'altres autors, en l’obra de Mercè Rodoreda, l’any 2000 publicà, per encàrrec de la Fundació Mercè Rodoreda de l’Institut d’estudis Catalans, el llibre De foc i de seda, àlbum biogràfic de Mercè Rodoreda (2000), volum biogràfic sobre l'escriptora, que conté una gran part de fotografies i documents del fons de l'escriptora dipositats a l’arxiu de la Fundació que porta el seu nom.
Ha estat comissària de l'exposició «Mercè Rodoreda, una poética de la memoria» (Círculo de Bellas Artes de Madrid, 2002) i coordinadora de les activitats educatives de l'Any Rodoreda (2008). És autora del postfaci a Mirall trencat (2006), de Mercè Rodoreda, de l'estudi i edició del llibre Bestiari i altres poemes (2008) i de l'estudi introductori a Viatges i flors (2011), de la mateixa autora. El seu àmbit de recerca també s'ha centrat en l'obra de Jordi Sarsanedas, de qui ha estat coordinadora i autora del llibre Sobre Jordi Sarsanedas (1997) i de Jaume Cabré, de qui ha escrit Jaume Cabré (2005), a més de diversos articles i entrevistes sobre l'autor.
La seva tasca periodística ha estat centrada, principalment, en l'entrevista literària, gènere que conrea des de 1989. El gran nombre d’entrevistes que ha realitzat han estat publicades majoritàriament a les pàgines de la revista Serra d’Or. L’any 1991 i 1997 en compilà algunes en els volums Converses literàries i Vint escriptors catalans, que recullen les entrevistes fetes a Jordi-Pere Cerdà, J.Maria Espinàs, Jordi Llovet, Pere Calders, Joan Perucho, Tísner, Miquel Martí i Pol, Maria Aurèlia Capmany, Montserrat Roig, Joan Coromines, Maria Mercè Marçal, Miquel Batllori, o J.Maria Benet i Jornet, Robert Saladrigas o Jesús Moncada, entre d'altres.
Ha format part de diversos jurats de premis literaris, com el del Premi Sant Jordi de novel·la. L'any 2018 fou comissària de l'Any Maria Aurèlia Capmany, organitzat pel Departament de Cultura de la Generalitat de Catalunya, autora de qui ha tingut cura de la reedició de Pedra de toc i les Memòries, publicades el 2019 i el 2020 respectivament per Editorial Comanegra.
El 2021 publica Baules.Vint-i-una escriptores i la seva literatura (2021), llibre on recull vint-i-una entrevistes a diverses escriptores catalanes, que cronològicament van d’Anna Murià a Irene Solà, passant per Carme Serrallonga, Maria Aurèlia Capmany, Montserrat Abelló, Teresa Pàmies, Marta Pessarrodona, Montserrat Roig, Maria Antònia Oliver, Carme Riera, Maria Barbal, Maria Mercè Marçal, Cèlia Sànchez.Mústich, Mercè Ibarz, Maria Mercè Roca, Dolors Miquel, Bel Granya, Eva Piquer, Núria Cadenes, Sònia Moll i Àngels Gregori. En aquest llibre, Nadal hi reivindica el paper de les escriptores com a baules literàries i la necessitat de conèixer i sobretot no oblidar les autores precedents, referents necessaris en aquesta reconstrucció de la genealogia femenina.

## Publicacions destacades
- Baules. Vint-i-una escriptores i la seva literatura (Comanegra Ed., 2021) ISBN 978-84-18022-84-5
- Maria Aurèlia Capmany escriptora i pensadora (Documenta universitària 2019) (Ed.: Joan Vergés, Francesco Ardolino i Marta Nadal)
- Jaume Cabré (2005)
- De foc i de seda. Àlbum biogràfic de Mercè Rodoreda (IEC, 2000) ISBN 978-84-7283-526-9
- Petita Història de Mercè Rodoreda (Editorial Mediterrània, 2008) ISBN 978-84-8334-902-1
- Sobre Jordi Sarsanedas (1997)
- Vint escriptors catalans (Publicacions de l'Abadia de Montserrat, 1997). ISBN 978-84-7826-840-5
- Converses literàries (Publicacions de l'Abadia de Montserrat, 1991) ISBN 978-84-7826-218-2